# Konwencje genewskie
Konwencje genewskie – szereg umów z zakresu prawa międzynarodowego i pomocy humanitarnej podpisanych w Genewie w Szwajcarii, będący częścią międzynarodowego prawa humanitarnego. Pierwsza z Konwencji była rezultatem działalności i zabiegów politycznych Henriego Dunanta. Można spotkać się także z pojęciem „prawa genewskiego”, czyli prawa opartego na tych konwencjach.

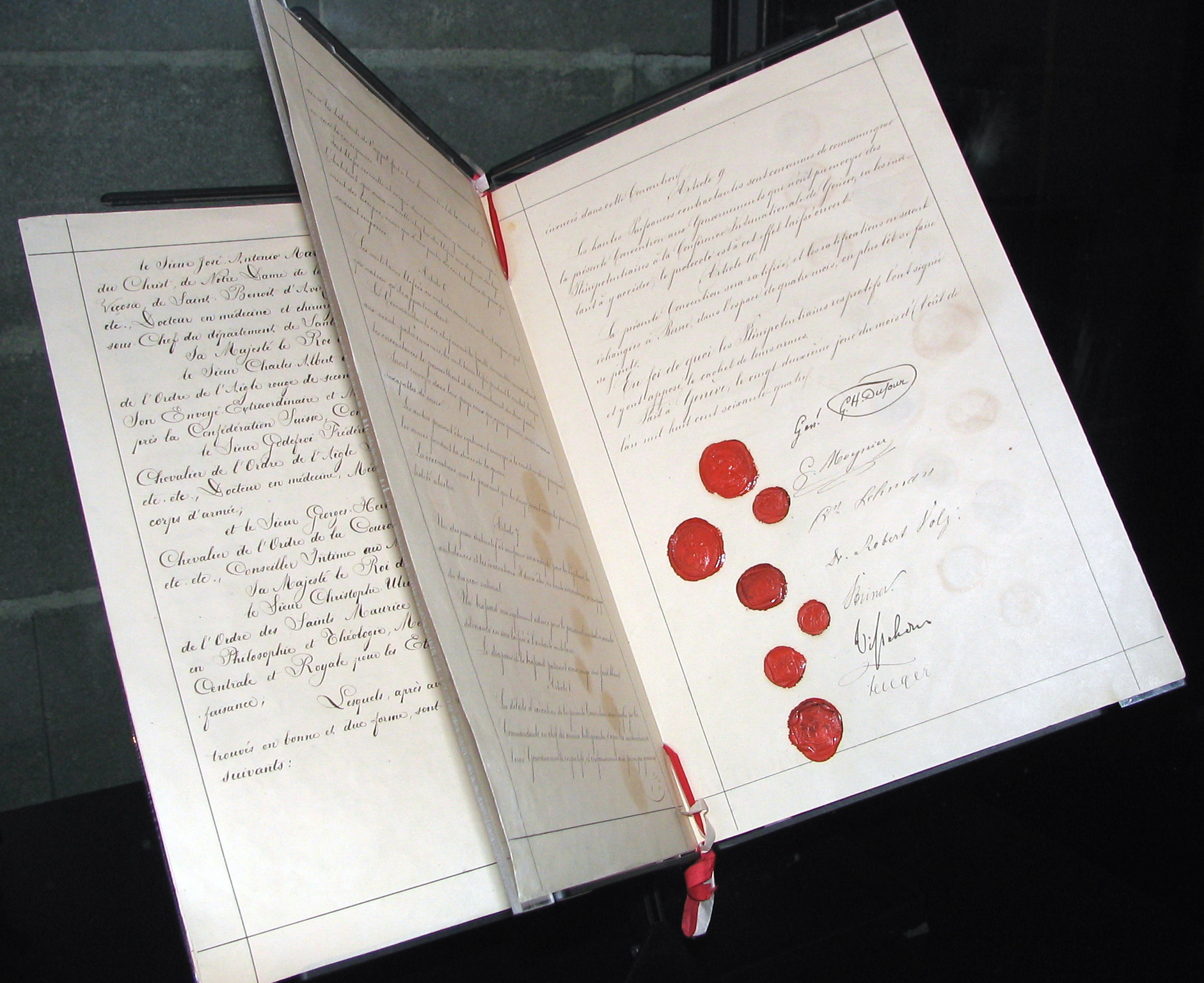
Oryginał Konwencji Genewskiej

## Wykaz konwencji genewskich

### Konwencja genewska z 22 sierpnia 1864 roku
- personel sanitarny jest neutralny w konflikcie, nie może być atakowany i nie bierze udziału w walkach;
- cywile, którzy pomagają rannym i chorym żołnierzom powinni być szanowani; zakaz ich atakowania;
- ranni w wyniku konfliktu powinni być traktowani jednakowo bez względu na ich narodowość;
- powołano znak „czerwonego krzyża”, którym podczas konfliktu oznaczane są formacje medyczne i ich personel.

### Konwencja genewska z 6 lipca 1906 roku
- zwiększała zakres ochrony rannych i chorych żołnierzy;
- wprowadzała zasady ewidencji osób poszkodowanych w konfliktach;
- ustalała system wymiany informacji na temat osób poszkodowanych w konfliktach. M.in.: „Strony walczące będą się wzajemnie informowały odnośnie do internowania, oraz zaszłych zmian, jak również co do umieszczeń w szpitalach oraz co do zgonów, zaszłych wśród rannych i chorych znajdujących się w ich mocy.” (Art. 4). Wypowiedzenie Konwencji nabierało skutku po upływie roku od notyfikacji.

### Konwencja genewska o polepszeniu losu chorych i rannych w armiach czynnych z 27 lipca 1929 roku
- rozszerzała postanowienia Konwencji z 1906. M.in. dodano: „Strony będą czuwały, aby przed pogrzebaniem albo spaleniem dokładnie zbadano zwłoki zabitych, jeżeli możliwe przez lekarza, celem stwierdzenia śmierci, ustalenia tożsamości i podania jej do wiadomości. Czuwać będą nadto, aby zabici byli pochowani z czcią oraz tak, aby ich groby były ochraniane, aby mogły być zawsze odszukane.” (Art. 4)[1].

### Konwencja dotycząca traktowania jeńców wojennych, podpisana w Genewie dnia 27 lipca 1929 roku
- rozbudowywała postanowienia o jeńcach IV Konwencji Haskiej z 1907[2]. Artykuł 82 głosił: „gdyby jedna ze stron wojujących nie należała do konwencji, jej postanowienia będą pomimo to obowiązujące dla stron wojujących, które do niej należą”.

Gdy artykuł 20 konwencji haskiej przewidywał: „Po zawarciu pokoju, odesłanie jeńców do ojczyzny dokonane być winno w możliwie krótkim czasie”, Konwencja z 1929 stanowiła w art. 75: „Zawierając umowę o zawieszeniu broni, strony wojujące powinny w zasadzie umieścić w niej porozumienie tyczące się repatriacji jeńców wojennych. Jeżeli postanowienia w tym względzie nie mogły być zamieszczone w tej umowie, strony wojujące powinny jednak jak najrychlej skomunikować się w tej sprawie. W każdym razie repatriacja jeńców odbędzie się w jak najkrótszym czasie po zawarciu pokoju.”
W obu Konwencjach z 1929 zakazano, pod rygorem bezskuteczności, wypowiadania ich przez stronę biorącą udział w wojnie (wypowiedzenie nabierało mocy po upływie roku od zawarcia traktatu pokojowego).

## Konwencje genewskie z 12 sierpnia 1949 roku o ochronie ofiar wojny
- I Konwencja genewska, dotyczyła polepszenia losu rannych i chorych w armiach czynnych na lądzie[4];
- II Konwencja genewska, dotyczyła polepszenia losu rannych, chorych i rozbitków sił zbrojnych na morzu[5];
- III Konwencja genewska, dotyczyła traktowania jeńców[6];
- IV Konwencja genewska, dotyczyła ochrony osób cywilnych podczas wojny[7].

Konwencje obowiązują w każdym przypadku, gdy toczą się działania wojenne, niezależnie od tego czy wojnę wypowiedziano, czy nie. Nie ma tu znaczenia kwalifikacja konfliktu zbrojnego przez jego uczestników (może więc być to wojna obronna, napastnicza, sprawiedliwa bądź niesprawiedliwa). Prócz wojny Konwencje dotyczą też okupacji, nawet jeśli ona nie napotyka zbrojnego oporu. Obecnie większość z artykułów Konwencji, ze względu na swoją rangę, ma status zwyczajowego prawa międzynarodowego i obowiązuje wszystkie państwa, niezależnie od tego czy są stroną Konwencji.

### III Konwencja Genewska
Jeńcami wojennymi są:
- 1) członkowie sił zbrojnych, jak również członkowie milicji i oddziałów ochotniczych, stanowiących część tych sił zbrojnych;
- 2) członkowie innych milicji i innych oddziałów ochotniczych, włączając w to członków zorganizowanych ruchów oporu, działających poza granicami lub w granicach własnego terytorium, jeżeli odpowiadają następującym warunkom:
  - a) mają na czele osobę odpowiedzialną za swych podwładnych;
  - b) noszą stały i dający się z daleka rozpoznać znak rozpoznawczy;
  - c) jawnie noszą broń;
  - d) przestrzegają w swych działaniach praw i zwyczajów wojny;
- 3) członkowie regularnych sił zbrojnych, którzy podają się za podlegających rządowi lub władzy nie uznanym przez mocarstwo zatrzymujące;
- 4) osoby towarzyszące siłom zbrojnym, ale nie należące do nich bezpośrednio (np. cywilni członkowie załóg samolotów wojskowych, korespondenci wojenni, członkowie oddziałów pracy);
- 5) członkowie załóg statków handlowych i samolotów cywilnych stron w konflikcie,
- 6) ludność terytorium nieokupowanego, która przy zbliżaniu się nieprzyjaciela chwyta spontanicznie za broń, aby stawić opór inwazji, a nie miała czasu zorganizować się w regularne siły zbrojne, jeżeli jawnie nosi broń i przestrzega praw i zwyczajów wojennych.

Podstawowe zasady:
- jeńcy znajdują się we władzy obcego państwa, nie zaś jednostki lub oddziału biorącego ich do niewoli;
- jeńcy pozostają pod stałą ochroną prawa międzynarodowego od chwili pojmania do chwili ich uwolnienia;
- jeńcy podlegają prawu, regulaminom i zasadom obowiązującym w państwie zatrzymującym i muszą tych norm przestrzegać;
- humanitarne traktowanie jeńców;
- internowanie jeńców w obozach oddalonych od terenu działań wojennych i obiektów militarnych;
- zapewnienie jeńcom jak najszybszego powrotu do kraju po zakończeniu działań wojennych;
- zapewnienie jeńcom żywności, pomieszczeń i ubrań;
- jeńcy wojenni mogą zostać zatrudnieni jako robotnicy;
- oficerowie mogą być zatrudnieni tylko, jeśli sami zgłoszą się z prośbą o pracę;
- nie zakazuje się ucieczki jeńca wojennego, który nie może być za nią karany (jedynie dyscyplinarnie), a państwo zatrzymujące może użyć broni wobec uciekającego jeńca jedynie w ostateczności.

### IV Konwencja Genewska
IV Konwencja Genewska o Ochronie Osób Cywilnych Podczas Wojny została podpisana dnia 12 sierpnia 1949 przez pełnomocników rządów reprezentowanych na Konferencji Dyplomatycznej, która obradowała w Genewie od 21 kwietnia do 12 sierpnia 1949.
Zabrania:
1. zmuszania, bądź nakłaniania ludności cywilnej do służby wojskowej w siłach zbrojnych przeciwnika,

2. przymusowego przesiedlania ludności cywilnej z terytoriów okupowanych,

3. deportacji lub przesiedlania własnej ludności cywilnej na terytorium okupowane,

4. rabunku i brania zakładników.
Zobowiązuje:
1. do zapewnienia ludności cywilnej podstawowego minimum warunków egzystencji (bytowania i wyżywienia),

2. do traktowania jej w sposób humanitarny,

3. do otoczenia troską osób potrzebujących pomocy,

4. do poszanowania dóbr i urządzeń niezbędnych dla przetrwania ludności cywilnej,

5. do poszanowania godności, honoru, praw rodziny, przekonań, praktyk religijnych, zwyczajów i obyczajów ludności cywilnej.

### Protokoły dodatkowe I i II z 1977 r. do Konwencji Genewskich z 12 sierpnia 1949
Rozwijają postanowienia konwencji genewskich. Wynika z nich zasada ograniczenia stron konfliktu w stosowaniu metod i środków szkodzenia nieprzyjacielowi. I Protokół dotyczy konfliktów międzynarodowych, II – wewnętrznych.
Protokół Dodatkowy I:
uzupełnia Konwencje genewskie z 1949, ma zastosowanie w sytuacjach, o jakich mowa we wspólnym dla tych Konwencji artykule 2. Sytuacje te „obejmują konflikty zbrojne, w których ludy walczą przeciw panowaniu kolonialnemu i obcej okupacji oraz przeciw reżimom rasistowskim, wykonując swe prawo do samostanowienia zawarte w Karcie Narodów Zjednoczonych oraz w Deklaracji w sprawie zasad prawa międzynarodowego dotyczących przyjaznych stosunków i współpracy między państwami, zgodnie z Kartą Narodów Zjednoczonych” (art. 1 Protokołu). Ponadto:
- zabrania atakowania ludności cywilnej;
- zabrania atakowania szpitali i innych urządzeń służących opiece nad rannymi i chorymi;
- zabrania atakowania obiektów bez ich rozróżnienia oraz niszczenia dóbr niezbędnych do przetrwania ludności;
- zabrania stosowania w walce metod i środków powodujących zbędne cierpienia oraz długotrwałe i poważne szkody w środowisku naturalnym;
- stanowi podstawę prawną do powołania i działania organizacji i instytucji obrony cywilnej.

Protokół Dodatkowy II:
Dokument ten jest rozwinięciem postanowień artykułu 3, wspólnego dla czterech Konwencji Genewskich. Protokół obowiązuje strony konfliktu toczącego się wewnątrz jednego państwa i upoważnia do niesienia pomocy osobom poszkodowanym, zapewniając minimum praw humanitarnych.
Ma zastosowanie do wszystkich konfliktów zbrojnych, które nie są objęte artykułem 1 Protokołu Dodatkowego I i które toczą się na terytorium państwa – strony „między jej siłami zbrojnymi a rozłamowymi siłami zbrojnymi lub innymi zorganizowanymi uzbrojonymi grupami, pozostającymi pod odpowiedzialnym dowództwem i sprawującymi taką kontrolę nad częścią jej terytorium, że mogą przeprowadzać ciągłe i spójne operacje wojskowe oraz stosować niniejszy protokół”. Natomiast nie ma zastosowania do „napięć i niepokojów, jak rozruchy, odosobnione i sporadyczne akty przemocy oraz inne działania podobnego rodzaju, które nie są uważane za konflikty zbrojne”. (Art. 1 Protokołu)
Powtarza sformułowania wcześniejszych konwencji. Zabrania zwłaszcza tortur, odpowiedzialności zbiorowej, brania zakładników, handlu ludźmi. (Art. 4)

### Protokół dodatkowy III z 2005 r. do Konwencji Genewskich z 12 sierpnia 1949
Dokument nakazuje personelowi sanitarnemu, który nie używa znaków czerwonego krzyża lub czerwonego półksiężyca, używanie symbolu „czerwonego kryształu”.

## Zakaz naruszania Konwencji
Naruszenie Konwencji Genewskich zaliczane jest do zbrodni wojennych.

## Konwencja o uchodźcach
W Genewie podpisana została także Konwencja Dotycząca Statusu Uchodźców. Nastąpiło to pod auspicjami ONZ, innej niż Czerwony Krzyż organizacji międzynarodowej. Statusu uchodźcy odmawia się m.in. gdy petent jest poważnie podejrzany „o dopuszczenie się zbrodni przeciwko pokojowi, zbrodni wojennych lub zbrodni przeciwko ludzkości”, lub że działalność jego jest sprzeczna „z celami i zasadami Narodów Zjednoczonych”.

## Konwencja w sprawie niewolnictwa
W Genewie w 1926 r. w ramach Ligi Narodów została podpisana Konwencja w sprawie niewolnictwa, a w 1956 Konwencja w sprawie zniesienia niewolnictwa, handlu niewolnikami oraz instytucji i praktyk zbliżonych do niewolnictwa.